# Rāga (religion)
Pour les articles homonymes, voir Raga.
Rāga est un terme sanskrit et pāli de l'hindouisme et du bouddhisme qui signifie : désir, passion, attachement, avidité. Dans le yoga, c'est l'une des cinq afflictions (kleshas) qui empêchent l'individu d'atteindre la libération (moksha). Il est l'opposé de viraga, le détachement.
C'est un des trois poisons et un synonyme de taṇhā, la soif.

## Dans l'hindouisme
Rāga est une cause de souffrance chez l'humain et est créateur de mauvais karma. Il lie l'homme à l'illusion (maya) et l'empêche d'accéder à la vérité ou la réalité ultime. Pour le théologien, l'avidya, l'ignorance, est le tronc de l'arbre d'où pousse la branche du rāga, des désirs.